# Федорівська сільська рада (Березнегуватський район)
Фе́дорівська сільська́ ра́да — колишній орган місцевого самоврядування в Березнегуватському районі Миколаївської області. Адміністративний центр — село Федорівка.

## Загальні відомості
- Територія ради: 45,75 км²
- Населення ради: 454 особи (станом на 2001 рік)
- Територією ради протікає річка Висунь.

## Населені пункти
Сільській раді підпорядковані населені пункти:
- с. Федорівка
- с. Романівка

## Склад ради
Рада складається з 12 депутатів та голови.
- Голова ради: Доній Ольга Миколаївна
- Секретар ради: Борисюк Валентина Леонідівна

### Керівний склад попередніх скликань
| Прізвище, ім'я, по батькові  | Основні відомості                                                         | Дата обрання | Дата звільнення |
| ---------------------------- | ------------------------------------------------------------------------- | ------------ | --------------- |
| Дьяченко Лілія Олександрівна | Сільський голова, 1967 року народження, позапартійна                      | 26.03.2006   | 31.10.2010      |
| Доній Ольга Миколаївна       | Сільський голова, 1967 року народження, освіта вища, член Народної партії | 31.10.2010   |                 |

Примітка: таблиця складена за даними сайту Верховної Ради України